# Malé Žabie Javorové pleso
Malé Žabie Javorové pleso je jezero v Žabie Javorové dolině, která je boční větví Javorové doliny ve Vysokých Tatrách na Slovensku. Má rozlohu 0,1800 ha a je 100 m dlouhé a 28 m široké. Dosahuje maximální hloubky 3,1 m a objemu 2049 m³. Leží v nadmořské výšce 1704 m.

## Okolí
Pleso má tvar půlměsíce a je postupně zasypáváno osypy. Jižně a severně od plesa se tyčí hřebeny vybíhající z vrcholů Žabího vrchu Javorového. Na východ dolinka dále stoupá k Žabí priehybě a na západ klesá do Javorové doliny.

## Vodní režim
Plesem z východu na západ protéká Žabí potok, také zvaný Žabí Javorový potok, který je přítokem Javorinky. Rozměry jezera v průběhu času zachycuje tabulka:
| Rok     | Měření prováděl   | Rozloha ha | Délka m | Šířka m | Hloubka max.m | Objem m³ |
| ------- | ----------------- | ---------- | ------- | ------- | ------------- | -------- |
| 1932    | Józef Szaflarski  | 0,32       | 113     | 44      | 4,0           | [ 2 ]    |
| 1961–67 | pracovníci TANAPu | 0,190      | 100     | 28      | 3,0           | [ 2 ]    |
| 2005    | Gregor, Pacl      | 0,1800     | [ 2 ]   | [ 2 ]   | 3,1           | 2049     |

## Přístup
Pleso není přístupné pro veřejnost.